# Маккалоу, Кара
Кара Дейдра Маккалоу (англ. Kára Deidra McCullough; род. 9 сентября, 1991 года) — американская модель, победительница национального конкурса красоты Мисс США 2017. По образованию физик-ядерщик, сотрудница Комиссии по ядерному регулированию США.

## Биография

### До конкурса
Родилась в Неаполе, Италия, в семье Бетти Анн Паркер и Артензеля Маккалоу. Отец – военнослужащий Корпуса морской пехоты США. Проживала на Сицилии, Южной Корее, Японии и Гавайях. Позже, она с семьёй переехала в Верджиния-Бич, штат Виргиния. Окончила Университет Южной Каролины, где получила степень бакалавра наук по радиохимии. Будучи студентом, она состояла членом Американского химического общества, Health Physics Society и Американского ядерного общества. Она была посвящена в Golden Key International Honour Society и National Society of Black Engineers.
Маккалоу работает в качестве специалиста по готовности к чрезвычайным ситуациям в Управлении ядерной безопасности и реагирования на инциденты Комиссии по ядерному регулированию.

### Участие в конкурсах красоты
До победы в конкурсе красоты Мисс округ Колумбия 2017 дважды участвовала в конкурсах красоты, в 2015 и 2016 годах. 14 мая 2017 года приняла участие в национальном конкурсе красоты Мисс США 2017. После победы обратила на себя внимание СМИ тем, что участвовала с натуральными волосами, не выпрямляя их. После коронации, была как раскритикована, так и получала похвалу в свою сторону из-за ответа, что доступное здравоохранение – привилегия тех, кто имеет работу.  Стала седьмой победительницей, родившейся не на территории США.

## Примечание
1. 1 2  Persio, Sofia Loretto (15 мая 2017). Miss USA winner Kara McCullough is a scientist who has controversial opinions on health care and feminism. Newsweek. Архивировано 15 мая 2017. Дата обращения: 17 мая 2017.
2. 1 2 3  Kara Deidra McCullough crowned Miss S.C. State. thetandd.com. The Times and Democrat (3 октября 2012). Дата обращения: 17 мая 2017. Архивировано 7 июля 2017 года.
3. ↑  Edwards, Ashley. Miss District of Columbia, Kara McCullough, wins Miss USA 2017 pageant. mic.com. Mic (14 мая 2017).
4. 1 2  Miss DC Wins Miss USA, But Not Everyone Is Happy. Romper.com. Дата обращения: 15 мая 2017. Архивировано 25 июля 2017 года.
5. ↑  Feit, Noah (14 мая 2017). New Miss USA is an S.C. State grad. The State. Архивировано 16 мая 2017. Дата обращения: 17 мая 2017.
6. 1 2  Walsh, S.M. Miss USA 2017 Miss District of Columbia Kára McCullough: 5 Fast Facts You Need to Know. heavy.com. Heavy (14 мая 2017). Дата обращения: 17 мая 2017. Архивировано 17 июля 2017 года.
7. ↑  Heil, Emily (16 мая 2017). Nuclear chemist Kara McCullough wins Miss USA. Stuff. Архивировано 13 июля 2017. Дата обращения: 17 мая 2017.
8. ↑  Rogers, Christopher. Kara McCullough: Miss District Of Columbia Crowned Winner Of Miss USA 2017. hollywoodlife.com. Hollywood Life (14 мая 2017). Дата обращения: 17 мая 2017. Архивировано 17 мая 2017 года.
9. ↑  Cox, Lauren. Kara McCullough: Everything You Need To Know About Miss USA 2017. hollywoodlife.com. Hollywood Life (14 мая 2017). Дата обращения: 17 мая 2017. Архивировано 24 августа 2017 года.
10. ↑  Lebsack, Lexy. Miss D.C. Shares The Inspiring Reason She's Wearing Her Hair Natural Tonight. refinery29.com. Refinery 29 (14 мая 2017). Дата обращения: 17 мая 2017. Архивировано 5 июля 2017 года.
11. ↑  Sciarretto, Amy. Miss D.C. Kara McCullough Wore Her Naturally Curly Hair For Miss USA 2017 & Fans Are Here For It. bustle.com. Bustle (14 мая 2017). Дата обращения: 17 мая 2017. Архивировано 22 декабря 2017 года.
12. ↑  Gutfeld, Greg (15 мая 2017). Commentator. No. Miss USA. FoxNews Channel. Архивировано 21 мая 2017. Дата обращения: 15 мая 2017.